# Park Narodowy Szar Płaniny
Park Narodowy Szar Płaniny – obszar chroniony w randze parku narodowego, położony na terytorium Kosowa w południowej Serbii. Znajduje się w górach Szar Płanina. W 2002 roku został wpisany na listę informacyjną UNESCO.

## Fauna i flora
Na terenie Parku występuje około 1500 gatunków roślin naczyniowych, z czego ok. 300 to endemity bałkańskie. Na terenie parku zidentyfikowano również 200 gatunków ptaków, 32 gatunki ssaków, 7 gatunków ryb oraz 147 gatunków motyli.